# املبرا (كورنوال)
املبرا (بالإنجليزية: Amalebra)‏ هي قرية تقع في المملكة المتحدة في كورنوال.